# تشاك جيلمور
تشاك جيلمور (بالإنجليزية: Chuck Gilmur)‏ مواليد 13 أغسطس 1922 في سياتل - الوفاة 14 يناير 2011، كان مدرب كرة سلة أمريكي ولاعب. بدأ مسيرته الاحترافية في سنة 1946. بلغ طوله 6 قدم 4 بوصة (1.9 م). اعتزل اللعب في 1951. لعب مع شيكاغو ستايغس وواشنطن كابيتولز.

## روابط خارجية
- تشاك جيلمور على موقع إن بي أي (الإنجليزية)
- تشاك جيلمور على موقع سبورتس رفرنس (الإنجليزية)
- تشاك جيلمور على موقع كلية كرة السلة في سبورتس رفرنس.كوم (الإنجليزية)
- تشاك جيلمور على موقع ريلجم (الإنجليزية)
- تشاك جيلمور على موقع بروبوليرز (الإنجليزية)